# 上埜すみれ
上埜 すみれ（うえの すみれ、1992年2月21日 - ）は、日本の女優。東京都出身。

## 略歴・人物
上智大学外国語学部英語学科卒業。鮭スペアレの劇団員。
井口昇プロデュース女優アイドルグループ、ノーメイクスの元メンバー。
審査員である切通理作の投票により第90回キネマ旬報ベストテン個人賞・新人女優賞選出。
ミスiD2017のセミファイナリスト。
上埜すみれ街歩き写真集『宇宙、太陽系、地球、西荻窪』、『下北沢、羊を探す旅』、『君宛てにしか書けない』、外出自粛写真集『空白の夏』を自主刊行。
映画字幕・MV・ウェブサイトなどの日英翻訳、また青土社『ユリイカ』2019年7月号【特集＝山戸結希】などエッセイ・コメント寄稿なども行なう。

## ドラマ
- Netflix 『グラスハート』第1~3,6,8~10話 声の出演 (2025)
- 日本テレビ『恋は闇』第8話 - 最終回（2025年6月4日 - 18日） - 森川十和子 役[2]
- テレビ朝日『いつか、ヒーロー』第4話 (2025)
- Eテレ『偉人の年収 How much?』金栗四三編 (2025)
- TBS『海に眠るダイヤモンド』第2話 (2024)
- Eテレ『偉人の年収 How much?』夏目漱石編 (2024)
- Eテレ『偉人の年収 How much?』北里柴三郎編 (2024)
- Eテレ『偉人の年収 How much?』伊藤博文編 (2024)
- WOWOW『TOKYO VICE Season2』第4話(2024)
- 日テレ『厨房のありす』第6話 (2024)
- TBS 日曜劇場『ラストマン』第3話 (2023)
- テレビ朝日　金曜ナイトドラマ『リエゾン』第3話 (2023)
- 日本テレビ　日曜ドラマ『ブラッシュアップライフ』第2話・第4話（2023）
- 日本テレビ　土曜ドラマ『祈りのカルテ』第9話（2022）
- WOWOWオリジナルドラマ  オカルトの森へようこそ 第3話（2022）
- 日本テレビ 水曜ドラマ 恋です！〜ヤンキー君と白杖ガール〜 第9話 (2021)
- Paravi ドラマ とにかく婚姻届に判を捺したいだけですが 第1話 (2021)
- TBS 火曜ドラマ 婚姻届に判を捺しただけですが 第2話・第3話（2021)
- テレビ東京　サタドラ 春の呪い 第1話 - 第4話（2021）
- TBS 金曜ドラマ リコカツ 第8話（2021）
- MBS ドラマ特区  夢中さ、きみに  第5話（2021）
- TBS 火曜ドラマ オー！マイ・ボス！恋は別冊で 第1話（2021）
- TOKYO MX ドラマ スポットライト 第9話
- 日本テレビ ドラマ 私たちはどうかしている 第2話（2020）
- MBS/TBS ドラマ 覚悟はいいか、そこの女子。（2018）
- TBS「情熱大陸」松本花奈監督特集内放送ドラマ「LIFE 20 ANNIVERSARY」（2018)
- NHK　東京ミラクルシティ・山戸結希監督「あなたとのご飯を覚えていたい」内放送ドラマ（2018）
- NHK　特別番組・山戸結希監督「大切なものはなんですか」内放送ドラマ（2018）
- MX-TV 真夜中の弥次さん喜多さん OP（2016）
- TBSドラマ 監獄学園 第1話・第9話（2015）

## 広告
- サイバー大学 TV CM「私が学ぶ理由」篇 (2024)
- ニッセン 夏 TV CM「サイズ交換無料はないちもんめ」篇・「サイズカラフル」篇（2021）
- 国税庁 WEB-TAX TV 「はじめませんか、電子帳簿保存・スキャナ保存」 (2021)
- カネボウ suisai WEBドラマ「毎日、ていねいに」（2018）
- SKIPシティ彩の国ビジュアルプラザ CM ナレーション (2018)

## 映画
- ペインと愛と望  主演 (2024)
- 叫ぶ光／間 -あわい-  主演 (2024)
- 魔法少女マイティ☆さちこ（2023）
- わたしの魔境 (2023)
- オカルトの森へようこそ THE MOVIE （2022）
- 愛ちゃん♡物語 (2022）
- シャーマンの娘 (2022)
- 境界カメラ／ホーム（2021）
- 境界カメラ／復讐（2021）
- 歌舞伎町ヴァージンジャンプ (2021)
- 境界カメラ／ホラーサークル（2020）
- 地獄のテレワーク 電脳戦士ヤスダ対暗黒企業（2020） - ウエノ 役
- アワーアンビション（2020）
- 21世紀の女の子（2019）
- 阿吽（2019）
- さらば大戦士トゥギャザーV・別篇（2019）
- 帰ってきた文字拳 最強カンフーおじさん対改造人間軍団（2019）
- ホットギミック (2019)
- 歌ってみた 恋してみた 主演（2019）
- 惡の華（2019）
- 幸福な囚人（2019）
- はらわたマン（2019）
- 冥界喫茶ジュバック（2019）
- 魔法少年☆ワイルドバージン（2019）
- Girls of Cinema ep.0  主演（2018）
- 少女ピカレスク（2018）
- 劇場版 覚悟はいいか、そこの女子。（2018）
- 飢えたライオン（2018）
- ゴーストスクワッド 主演（2017）
- dearTOKYO（2017）
- 玉城ティナは夢想する（2017）
- リンキング・ラブ（2017）
- 溺れるナイフ（2016）
- イカれてイル？（2016）
- キネマ純情 主演（2016）[3]
- 5つ数えれば君の夢（2014）
- その部屋でかたくなったりやわらかくなったりキスをしそこなったり（2013）
- Her Res 出会いをめぐる三分間の試問3本立て 主演（2012）
- あの娘が海辺で踊ってる 主演（2012）

## アニメーション
- ヨコハマヨリック 人形劇『バプティスタ&ルシアーヌス』 (2023)
- ヨコハマヨリック 人形劇『夏の夜の夢』 (2023)
- TVアニメ ビジネスフィッシュ 第２～１２話（2019）
- テレビ東京アニメ 世界の闇図鑑 第４・7・９・１１・１３話（2017）
- テレビ東京アニメ 闇芝居 第五期 第６・7・８ 話（2017）

## MV
- Shoh MV「Feelin’ Fuckin’ Good」(2020)
- 富山優子MV 「dear TOKYO」(2018)
- 科楽特奏隊MV 「ウルトラセブンの歌」（2017）
- おとぎ話MV 「AND YOUNG」（2013）
- ライムベリーMV 「SUPER MCZ TOKYO」（2013）
- バンドじゃないもん！MV「パヒパヒ」(2013)

## 舞台
- 鮭スペアレの持たざる演劇『すってんテンペスト』(2024・2025)[4]
- エトエ『もうグレイテスト・ヒッツ！』（2024）[5]
- エトエ『スキルアップ！』（2023）[6]
- レティクル座 『迷い猫のコッピヲ』(2023)
- 八王子芸術祭『むかしむかし、あるお家に 〜アイコとユウスケのだいぼうけん〜』(2023)
- エトエ 『THUNDER』『エトエのふれあい夏祭り』『スキルアップ！』（2023）
- ワワフラミンゴ 演劇とコントと紙芝居と音楽の会『失くしもの』 (2023)
- Spazio Teatro NO'HMA 招聘記念公演／鮭スペアレ版『マクベス』(2022)
- エトエ 『ハワイ』『パレード』 (2021)
- 鮭スペアレ版『リチャード三世』(2021)
- エトエ『SUNNY』 (2021)
- 鮭スペアレ 物狂い音楽劇「リヤ王」東京・横浜公演 (2020)
- LIVE RALLY 「盲人書簡 2020」仮想観客上演 (2020)
- カンムリプロデュース 『熟れたラポール』 (2020)
- エトエ 『ファミリー』 (2019)
- 鮭スペアレ版 『マクベス』東京・横浜公演 (2018/2019)
- LIVE RALLY 『弱法師－Experience of the End－』 (2018)
- 鮭スペアレ　音楽劇『ハムレット』東京・横浜・山梨公演 (2017/2018)
- トリコロールケーキ 第9回公演『アイアイアイアイ』（2017）
- くによし組『ベチャロンドン』(2017)
- in企画 『ここは宇宙の入り口です』主演  (2017)
- PAPALUWA #8『KOTOBUKI〜紅白手弱女合戦編・益荒男金一封編〜』(2016)
- くによし組 『アキラ君は老け顔』 (2016)
- 重力／Note 『かもめ』 (2016)
- in企画  上埜すみれ一人芝居『流れない、星』主演 (2015)
- 楼蘭 第五回本公演『純血奇譚』(2015)
- ヅカ★ガール 復刻公演『のばらのばらのばら』主演  (2015)
- ヅカ★ガール 初雪公演『あうろらの君』主演 (2014)
- 楼蘭 第四回本公演『グロテスク』 (2014)
- Rising Tiptoe #15 日本劇作家協会プログラム『名もない祝福として』(2014)
- ヅカ★ガール 電脳公演 『初戀の手本 』主演 (2014)
- ヅカ★ガール 聖誕公演『泪の塔』主演 (2014)
- in企画『不思議の国のロックスター』主演  (2013)
- in企画『月と手ぶくろと十二夜』 (2013)
- Rising Tiptoe #14『BINGO』 (2013)
- ヅカ★ガール 旗揚げ公演『イカルスの星』主演  (2013)
- in企画『火星に、留学』 (2012)
- in企画 『SAMEBOAT』(2011)
- in企画 『ホーンテッドラブ』  (2011)

## その他
- 戸巻のぞみ監督『キルマゲドン』英語字幕翻訳(2024)
- 二宮健監督『なにかがおきてる』英語字幕翻訳(2024)
- ビーントゥバルcacaorite店内メニュー日英翻訳 (2024)
- BOEL Inc.  企業ウェブサイト・カンパニーブロシュア日英翻訳 (2023)
- ヨコハマヨリック版・人形劇『バプティスト&ルシアーヌス』英語字幕翻訳 (2023)
- 佐野竜馬監督『ペインと愛と望』英語字幕翻訳 (2023)
- 葵監督『叫ぶ光』英語字幕翻訳・宣伝美術 (2023)
- ヨコハマヨリック版・人形劇『夏の夜の夢』英語字幕翻訳（2023）
- 中元雄監督『いけにえマン』『はらわたマン』英語字幕翻訳 (2022)
- 戸巻のぞみ監督・小泉京介監督『LOUD』英語字幕翻訳 (2022)
- 鮭スペアレ版『マクベス』英語字幕翻訳 (2022)
- 坂田敦哉監督『宮田バスターズ (株) 大長編』コメント寄稿  (2021)
- 大久保健也監督『Cosmetic DNA』コメント寄稿（2021）
- 神乃瀬ヒロノMV『大和 the MACHINE』日英歌詞翻訳 (2021)
- 肋骨 MV 『未来の骨格』 『時からの誕生』タイトル・歌詞翻訳協力 (2021)
- 上埜すみれ 外出自粛写真集「空白の夏」刊行・CM映像制作 (2020)
- アートにエールを！参加・鮭スペアレ版『リチャード三世』映像編集 (2020)
- 渡邉高章監督『別れるということ』コメント寄稿 (2020)
- 埜すみれ 3rd写真集「君宛てにしか書けない」刊行 (2019)
- 上埜すみれ個展「君宛てにしか書けない」＠新宿眼科画廊スペースO (2019)
- 斎藤久志監督「空の瞳とカタツムリ」コメント寄稿 (2019)
- 青土社／ユリイカ　2019年7月号「特集＝山戸結希」エッセイ「ふつうの女の子」寄稿 (2019)
- 上埜すみれ／ソロ曲「女優失格」作詞 (2018)
- 上埜すみれ街歩き写真集 vol.2 「下北沢、羊を探す旅」刊行 (2018)
- ノーメイクス／5thシングル「サイファイ」作詞 (2018)
- 上埜すみれ街歩き写真集 vol.1「宇宙、太陽系、地球、西荻窪」刊行 (2017)
- 切通理作監督「青春夜話」コメント寄稿 (2017)
- 富山優子　2ndアルバム「おおグリーン」コメント寄稿 (2013)